# Leibniz-Gymnasium (St. Ingbert)
Das Leibniz-Gymnasium ist ein staatliches Gymnasium im Saarpfalz-Kreis. Es ist das größte Gymnasium in St. Ingbert und ist als UNESCO-Projektschule der Erziehung zu internationaler Verständigung und Zusammenarbeit in allen schulischen und außerschulischen Bereichen verpflichtet.

## Pädagogische Arbeit
Ab der 8. Klasse bietet die Schule die Wahlmöglichkeit zwischen einem neusprachlichen Zweig (Schwerpunkt auf modernen Fremdsprachen, mit Spanisch als zusätzlicher Fremdsprache) und einem mathematisch-naturwissenschaftlichen Zweig (Schwerpunkte Physik (schriftliches Fach), Chemie und Biologie).

### Fremdsprachenunterricht
An der Schule wird als erste Fremdsprache ab Klassenstufe 5 Englisch, als zweite ab Klassenstufe 6 Französisch und im Neusprachlichen Zweig als zusätzliche dritte Fremdsprache ab Klassenstufe 8 Spanisch unterrichtet. Im Rahmen einer Arbeitsgemeinschaft wird zusätzlich die Möglichkeit geboten, in Französisch das Sprachdiplom DELF zu erwerben.

### Bilingualer Unterricht
Das Leibniz-Gymnasium bietet in Klassenstufe 8 Unterricht im Fach Erdkunde und in Klassenstufe 10 im Fach Geschichte in englischer Sprache an.

### Arbeitsgemeinschaften
Die Schule bietet mehrere Arbeitsgemeinschaften an, unter anderem:
- verschiedene Sport-AGs, beispielsweise Leichtathletik und Volleyball
- Informatik
- Theater
- Schulband Leibniz-Rock-Ensemble
- Unterstufenchor The Singing and Swinging Leibniz Kids
- Schüler-Lehrer-Eltern-Chor Leibniz-Chor
- Orchester
- Schulgarten
- Latein
- Kunst
- Chemie
- Robotik
- UNESCO
- Schülergenossenschaft „InnoGrün“
- Mathematik
- Begegnung der Generationen

## Gebäude
Nach den Herbstferien 2016 wurde der Altbau wieder bezogen; dort wurde der Unterricht der Fächer Physik, Biologie, Chemie und Musik untergebracht. Die Klassenstufen 10–12 werden hier unterrichtet (49° 16′ 20,1″ N, 7° 6′ 56,4″ O). Direkt neben dem Altbau ist der Neubau, in dem die Klassenstufen 5–9 unterrichtet werden. Auf dem Standort der ehemaligen Schulturnhalle steht nun ein neues Gebäude, in dem sich die Mensa, Toiletten und die Nachmittagsbetreuung befinden.

### Ausstattung
Neben Lehrerzimmer und den Klassenräumen existieren noch zwei Biologiesäle, drei Physiksäle, drei Chemiesäle, eine Turnhalle, die in drei Abteile zerteilt werden kann, zwei Bildende-Kunst-Säle, zwei Musiksäle, ein Raum für die Gesellschaftswissenschaften, ein Mediatorenraum, drei Medienräume, ein Werkraum, ein Fotolabor, zwei Computerräume, ein Internettreff, ein Bistro, ein Bewegungsraum für die Freiwillige Ganztagsschule (FGTS), ein Hausaufgabenraum, eine Schülerbibliothek mit Ausleihe und eine Bibliothek für die FGTS.

### EDV-Ausstattung
Die EDV-Ausstattung umfasst etwa 45 vernetzte Computer mit Internet und Intranet, einen Internettreff mit acht frei zugänglichen Computern, Datenprojektoren (mobil und in mehreren Funktionsräumen fest installiert), mobile PC-Stationen, Scanner und Drucker. Alle Räume im Altbau und Erweiterungsbau sind vernetzt und haben Internetzugang.

## Partnerschaften
Das Leibniz-Gymnasium unterhält eine Partnerschaft mit einer Schule in Bulgarien. Außerdem finden regelmäßig binationale Begegnungen mit französischen Schülern statt, auch gibt es einen Spanienaustausch (Palencia).

## Besonderheiten
- Praktika in Physik und Chemie
- Betriebspraktikum
- Nutzung alternativer Energien (Sonnenkollektoren für Warmwasser und elektrischen Strom)
- ökumenische Schulgottesdienste
- Projekt „Lions Quest“
- Schulentwicklungsgruppe
- Schülerfirma Fördersystem Leibniz-Gymnasium
- Kleeblatt-Projekt mit Beratung für Schüler, Eltern und Lehrer
- Nachmittagsbetreuung: Freiwillige Ganztagsschule bis 17 Uhr in eigenen Räumen

## Ehemalige Schüler
- Teresina Moscatiello (* 1975), Regisseurin